# الأرملة العذراء (فلم)
الأرملة العذراء هو فيلم دراما مصري من إخراج حسين عمارة وبطولة مديحة كامل، يونس شلبي، دلال عبد العزيز، حسن مصطفى، أحمد ماهر، ميمي جمال، سلامة إلياس ونعيمة الصغير، صدر الفيلم في 24 مارس 1986.

## نبذه
تتطلع سهام إلى الثراء، تتقابل مع المليونير فرماوي وتنجح في إيقاعه في حبها ويتزوجان رغم اعتراض أخويه مراد وحكمت، يموت فرماوي ويخبرها المحامي أن التركة كلها ستؤول إليها في حالة إنجابها ولد، تعاشر سهام السايس عباس وتحمل منه، يشك مراد وحكمت فيها، تلد سهام مولودها وتتزوج عباس زواجًا عرفيًّا.

## طاقم العمل
- مديحة كامل بدور سهام
- يونس شلبي بدور عباس
- دلال عبد العزيز بدور نبيلة
- حسن مصطفى بدور خليل
- أحمد ماهر بدور مصطفى
- ميمي جمال بدور حكمت
- سلامة إلياس بدور عمر الفرماوي
- نعيمة الصغير بدور زوبة

## وصلات خارجية
- مقالات تستعمل روابط فنية بلا صلة مع ويكي بيانات